# Józef Mehoffer

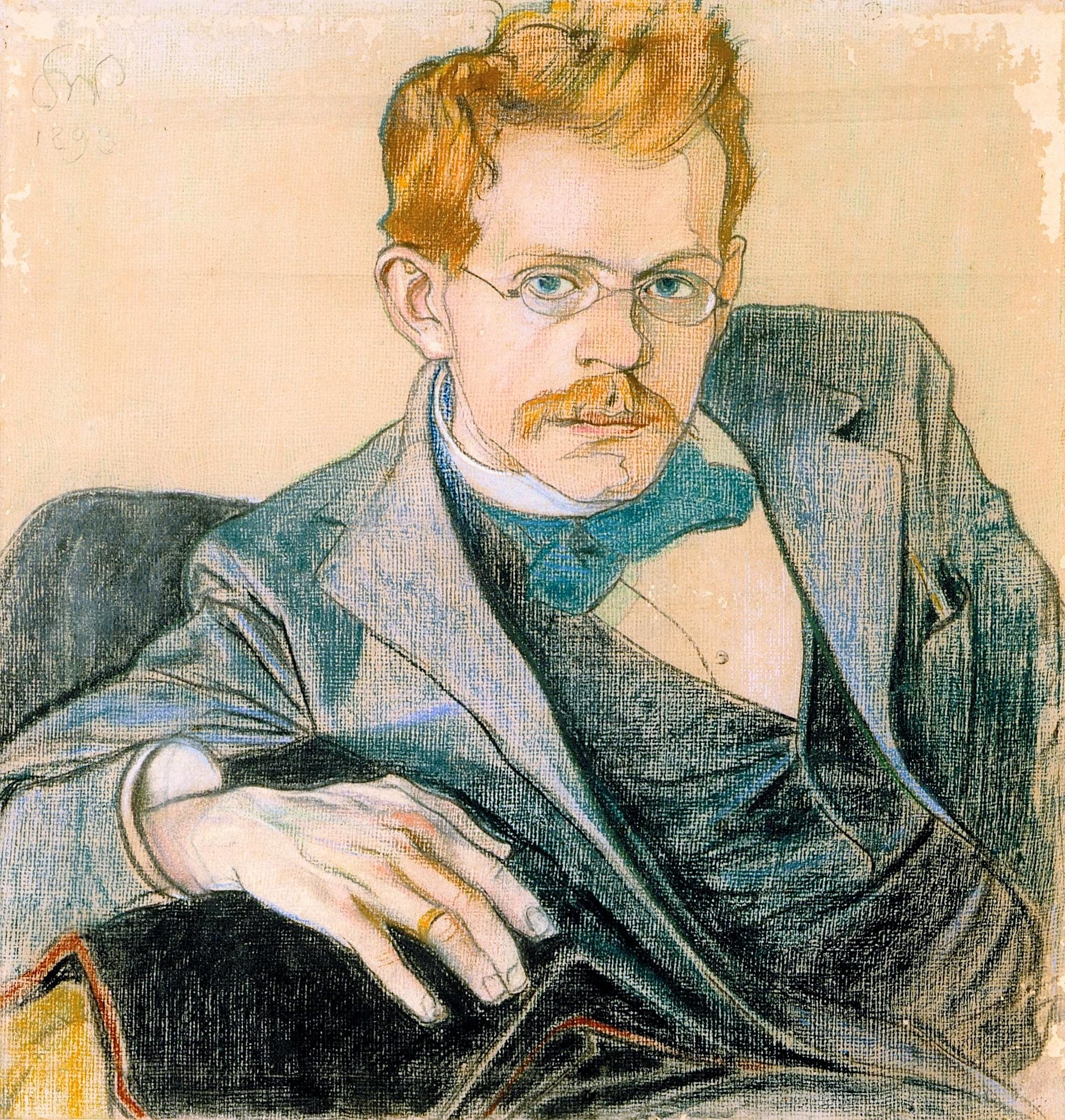
Józef Mehoffer door Stanisław Wyspiański (1898)

Józef Mehoffer (Ropczyce, 19 maart 1869 – Wadowice, 8 juli 1946) was een Pools kunstschilder en ontwerper van glas in loodramen.

## Biografie
Mehoffer studeerde rechten alvorens hij in 1887 naar de Academie voor Schone Kunsten in Krakau ging, die toen geleid werd door Jan Matejko. Hij volgde ook lessen in Wenen en Parijs, dat laatste aan de École Nationale des Beaux-Arts. Hij beschilderde vooral glasramen, onder meer van Poolse kerken. Toen een wedstrijd werd uitgeschreven in 1894 voor de vervaardiging van de ramen in de Collegiale Kerk Sint-Nicolaas in het Zwitserse Fribourg was hij degene die die wedstrijd won. Naast zijn werk voor kerken schilderde hij portretten en symbolistische schilderijen. De muurschilderingen in het koninklijk slot op de Wawelheuvel in Krakau worden tot zijn belangrijkste werken gerekend.
Mehoffer werkte regelmatig samen met zijn leermeester Jan Matejko en zijn vriend en collega-schilder Stanisław Wyspiański. Samen met Wyspiański was hij lid van de nationalistische kunstgroepering Jong Polen (1905-1918). Hij wordt beschouwd als een van de belangrijkste vertegenwoordigers van de Poolse jugendstil en van het Pools symbolisme. 
- Bibliothèque nationale de France: cb12537247t (data)
- CiNii: DA14720926
- Gemeinsame Normdatei: 119273985
- Historisch woordenboek van Zwitserland: 041125
- International Standard Name Identifier: 0000 0001 1034 6126
- Library of Congress Control Number: n82117724
- Nationale Bibliotheek van Letland: 000119210
- Nationale Bibliotheek van Tsjechië: xx0076110
- Nationale Bibliotheek van Israël: 987007271822805171
- Nederlandse Thesaurus van Auteursnamen: 070763976
- Réseau des bibliothèques de Suisse occidentale: 02-A006388884
- RKD-Nederlands Instituut voor Kunstgeschiedenis: 54876
- Istituto Centrale per il Catalogo Unico: MODV301560
- SIKART: 4025937
- Système universitaire de documentation: 03457686X
- Union List of Artist Names: 500019125
- Virtual International Authority File: 122128
- WorldCat: E39PBJxGWvTGFjmTK98tBQCJDq